# كيمياء الجزيئات الضخمة

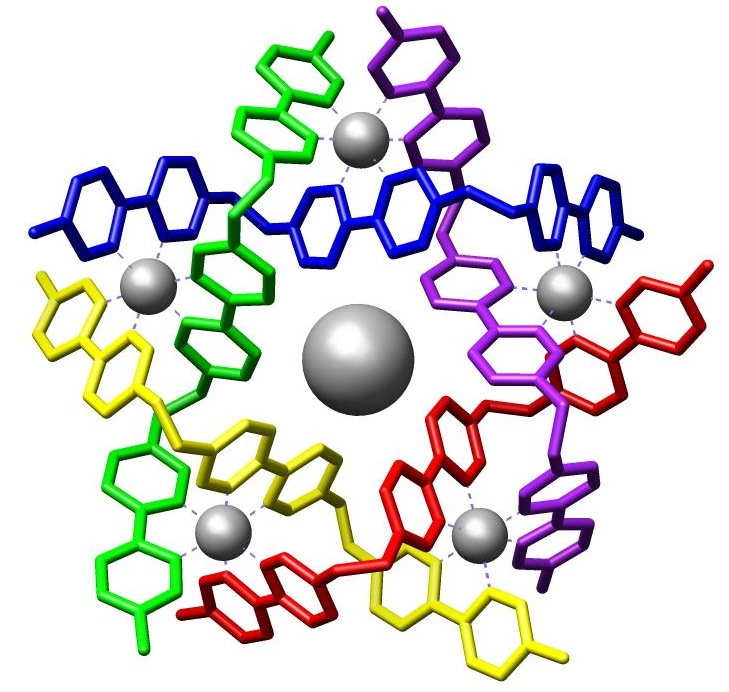
مثال عن تجمع جزيئي ضخم.

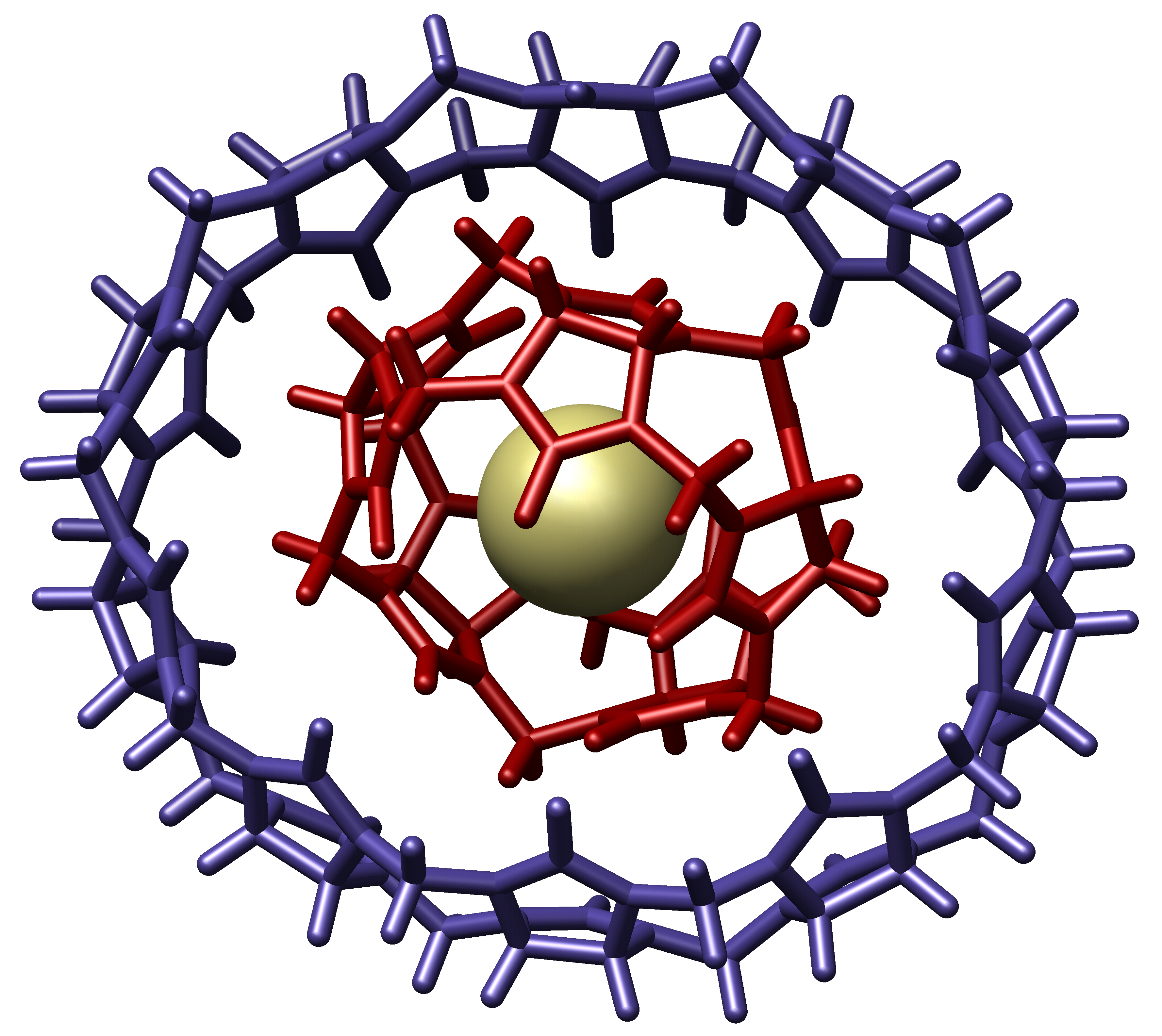
معقد جزيئي ضخم مؤلف من أيون كلوريد، [[كوكوربيتوريل|كوكوربيت[5]وريل]] و[[كوكوربيتوريل|كوكوربيت[10]وريل]].

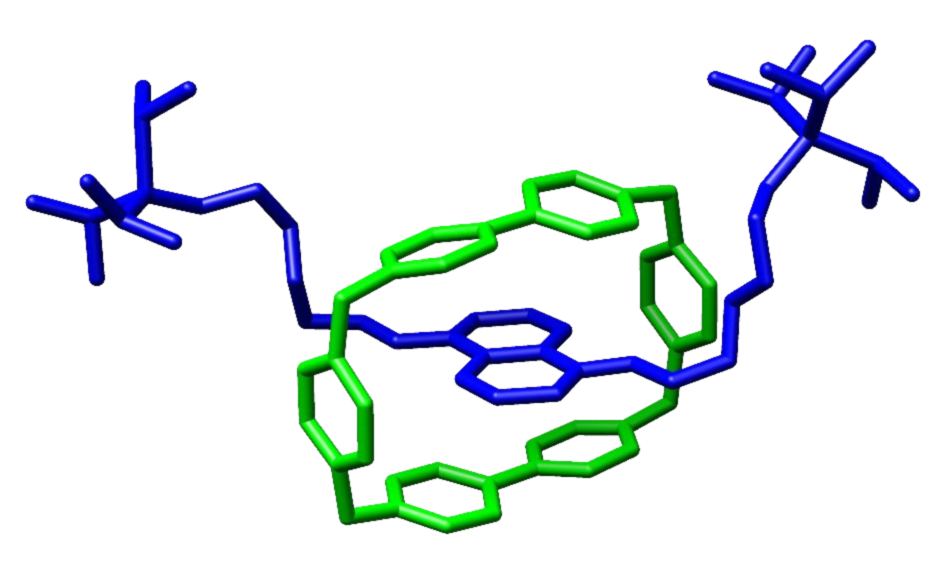
مثال عن ترتيب هندسي جزيئي متشابك ميكانيكياً كما في حالة روتاكسان.

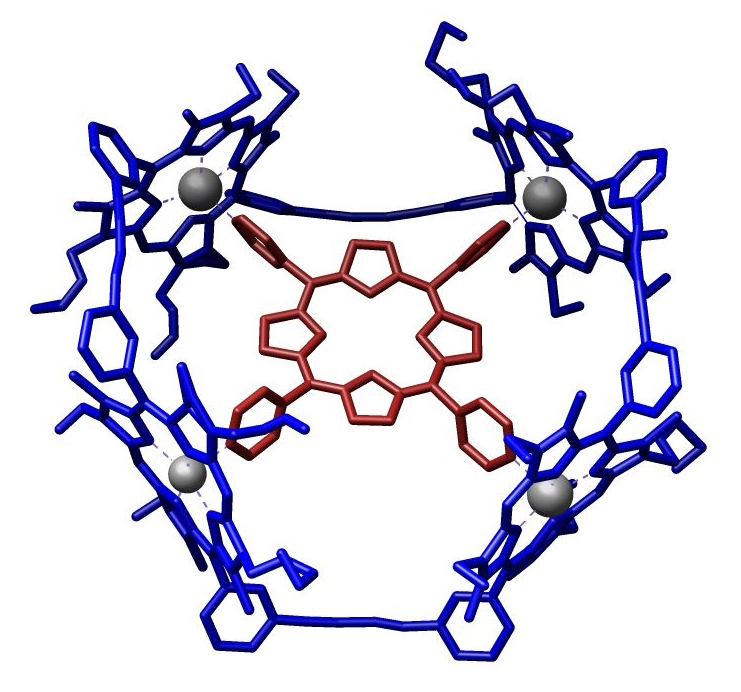
مثال عن كيمياء ضيف-مضيف.

كيمياء الجزيئات الضخمة هو فرع من فروع الكيمياء الذي يتجاوز الجزيئات ويسلط الضوء على الأنظمة الكيميائية المؤلفة من عدد محدود من الوحدات البنائية للجزيئات المتجمعة. إن القوى المسؤولة عن الترتيب الفراغي تتراوح بقوتها من الضعيفة (قوى بين جزيئية أو قوى كهربائية ساكنة أو روابط هيدروجينية إلى القوية (رابطة تساهمية)، إضافة إلى أن درجة التزاوج الإلكتروني بين المكونات الجزيئية للنظام تبقى ضئيلة مقارنة مع متغيرات الطاقة النسبية للمكونات. في حين أن الكيمياء التقليدية تعنى بالروابط التساهمية للجزيئات، فإن كيمياء الجزيئات الضخمة تهتم بالتأثيرات المتبادلة الضعيفة والعكوسة بين الجزيئات. تتضمن هذه القوى الروابط الهيدروجينية والتأثيرات الكارهة للماء وقوى فان دير فالس وتأثيرات π - π المتبادلة والقوى الكهرساكنة.
من بين المواضيع التي أبدتها كيمياء الجزيئات الضخمة هي التجميع الذاتي الجزيئي والطي والتعرف الجزيئي وكيمياء ضيف-مضيف والترتيبات الجزيئية المتشابكة ميكانيكياً والكيمياء التساهمية الديناميكية 
تعد دراسة التأثيرات المتبادلة غير التساهمية في كيمياء الجزيئات الضخمة أحد العوامل المهمة في فهم العديد من العمليات والأنظمة الحيوية، انطلاقاً من بنية الخلية إلى رؤى معتمدة على هذه التأثيرات والقوى لها وظائف بنيوية أو وظيفية.

## التاريخ
افترض يوهانس ديديريك فان دير فالس وجود قوى بين الجزيئات لأول مرة في عام 1873. مع ذلك، طور الحائز على جائزة نوبل هيرمان إميل فيشر الجذور الفلسفية لكيمياء الجزيئات الضخمة. في عام 1894، اقترح فيشر أن تفاعلات الإنزيم والركيزة تأخذ شكل «القفل والمفتاح»، وهو المبدأ الأساسي للتعرف الجزيئي وكيمياء ضيف-مضيف. في أوائل القرن العشرين، تطور فهم الروابط غير التساهمية بتفصيل أكثر، مع وصف الرابطة الهيدروجينية من قبل لاتيمر ورودبوش في عام 1920.
أدى استخدام هذه المبادئ إلى فهم متزايد لبنية البروتين والعمليات البيولوجية الأخرى. على سبيل المثال، حدث التقدم الهام الذي سمح بتوضيح البنية الحلزونية المزدوجة للدنا عندما تبين وجود شريطين منفصلين من النيوكليوتيدات متصلين عبر روابط هيدروجينية. يعد استخدام الروابط غير التساهمية أمرًا أساسيًا لعملية التنسخ لأنه يسمح بفصل الشرائط واستخدامها لتكوين دنا جديد مزدوج الشريط. بالتزامن مع ذلك، بدأ الكيميائيون عمليات التعرف على البنى الاصطناعية ودراستها بناءً على التآثرات غير التساهمية، مثل المذيلات والمستحلبات الدقيقة.
في النهاية، تمكن الكيميائيون من أخذ هذه المفاهيم وتطبيقها على الأنظمة الاصطناعية. حدث التقدم في هذا المجال في الستينيات عند اصطناع الإيثر التاجي بواسطة تشارلز بيدرسن. بعد هذا العمل، أصبح باحثون آخرون مثل دونالد كرام وجان ماري لين وفريتز فوغتل نشطين في اصطناع المستقبلات بانتقائية عالية للشكل والأيونية، خلال الثمانينيات من القرن العشرين، ولّدت البحوث في المنطقة مفاهيم مثل الترتيبات الجزيئية المتشابكة ميكانيكياً.
تبينت أهمية كيمياء الجزيئات الضخمة من خلال منح جائزة نوبل للكيمياء لعام 1987 لدونالد كرام وجان ماري لين وتشارلز بيدرسن تقديراً لعملهم في هذا المجال. اعتُبر تطوير معقدات ضيف-مضيف الانتقائية على وجه الخصوص -إذ تتعرف الجزيئة الضيف على مضيف معين وترتبط معه بشكل انتقائي- أمرًا مهمًا.
في التسعينيات من القرن العشرين، أصبحت كيمياء الجزيئات الضخمة أكثر تعقيدًا، إذ طور باحثون مثل جيمس فريزر ستودارت آلات جزيئية وبنى معقدة ذاتية التجميع، وطور إيتامار ويلنر الحساسات وطرق للتوصيل الإلكتروني والبيولوجي. خلال هذه الفترة، دُمجت مواضيع الكيمياء الكهربائية والكيمياء الضوئية في أنظمة كيمياء الجزيئات الضخمة بهدف زيادة الأداء الوظيفي، بدأ البحث في نظم التنسخ الذاتية الاصطناعية، وبدأ العمل على أجهزة معالجة المعلومات الجزيئية. كان لتقنية النانو الناشئة تأثير قوي على هذا الموضوع، إذ أصبحت كتل البناء مثل الفوليرين، والجسيمات النانوية، والتشعبات مدمجة في الأنظمة الاصطناعية.

## المراقبة

### الديناميكا الحرارية
تتعامل كيمياء الجزيئات الضخمة مع التآثرات الدقيقة، بالتالي يمكن أن يتطلب التحكم في العمليات المعنية دقة كبيرة. على وجه الخصوص، تحتوي الروابط غير التساهمية على طاقات منخفضة وغالبًا لا توجد طاقة تنشيط لتشكلها. كما يتضح من معادلة أرهنيوس، على عكس الكيمياء المكونة للروابط التساهمية، لا تزداد سرعة تكوين الرابطة في درجات الحرارة الأعلى. في الواقع، تظهر معادلات التوازن الكيميائي أن طاقة الروابط المنخفضة تؤدي إلى كسر معقدات الجزيئات الضخمة عند درجات حرارة أعلى.
مع ذلك، يمكن أن تشكل درجات الحرارة المنخفضة أيضًا مشكلة للعمليات فوق الجزيئية. يمكن أن تتطلب كيمياء الجزيئات الضخمة تشوه الجزيئات وتحولها إلى بنى غير مواتية من ناحية الديناميكا الحرارية (مثلًا أثناء اصطناع الروتاكسانات)، وقد تشمل بعض مجالات الكيمياء التساهمية التي تتوافق مع الجزيئات الضخمة. بالإضافة إلى ذلك، تُستخدم الطبيعة الديناميكية لكيمياء الجزيئات الضخمة في العديد من الأنظمة (مثل الميكانيكا الجزيئية)، إذ يبطئ تبريد النظام هذه العمليات.
بالتالي، تعد الديناميكا الحرارية أداة مهمة لتصميم ومراقبة ودراسة كيمياء الجزيئات الضخمة. ولعل أبرز مثال على ذلك هو الأنظمة البيولوجية من ذوات الدم الحار، التي تتوقف تمامًا عن العمل خارج نطاق ضيق جدًا من درجة الحرارة.

## معرض صور

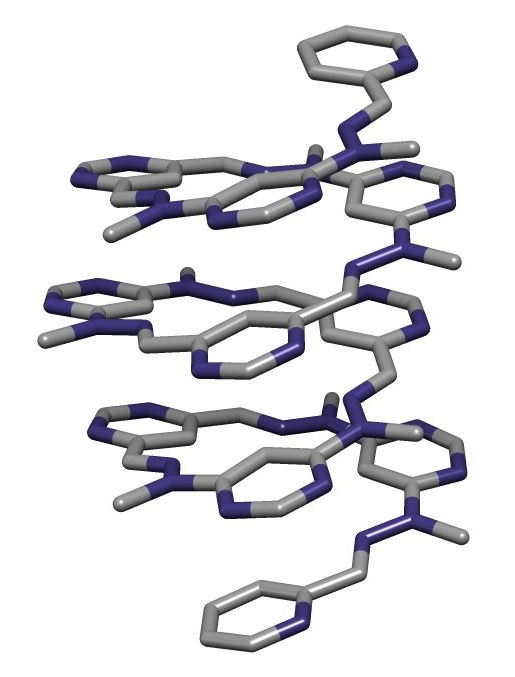
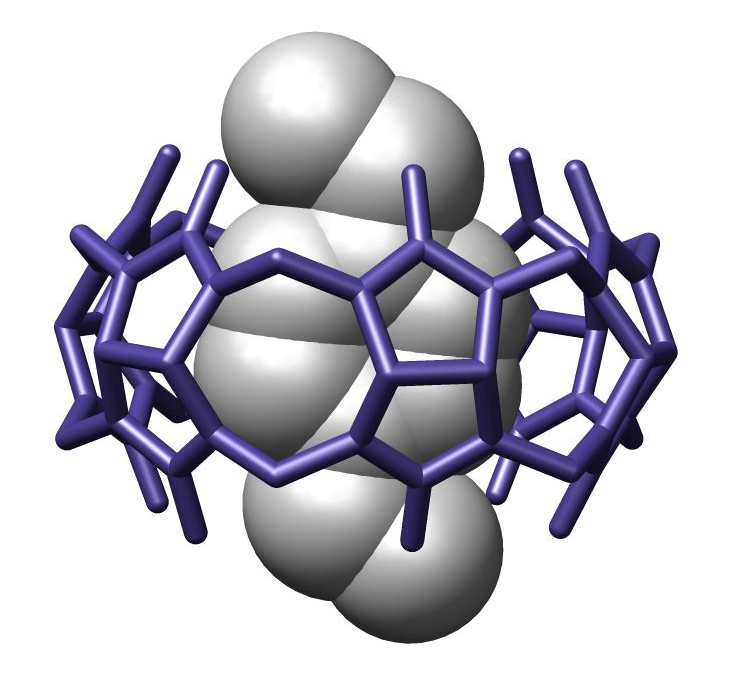
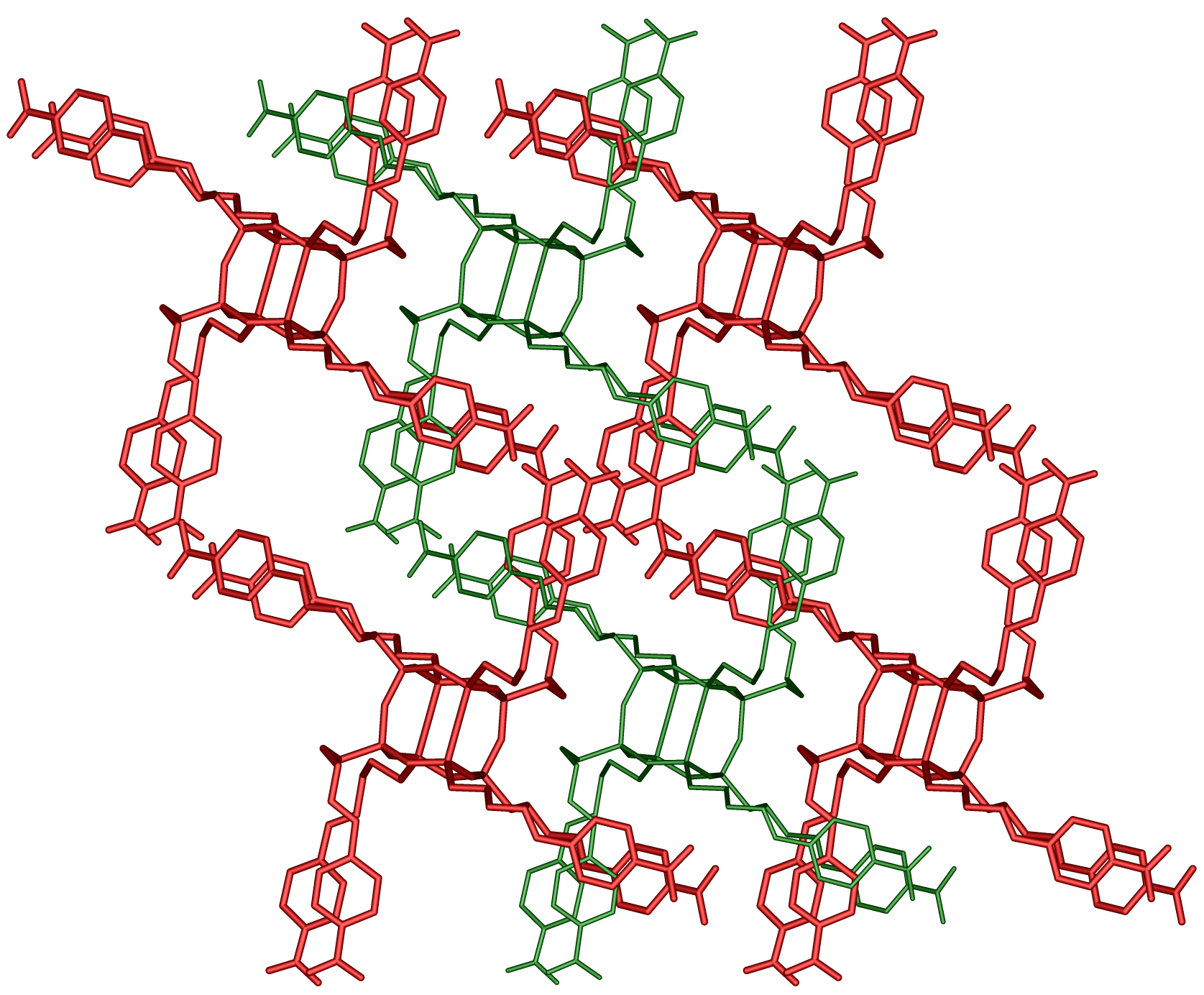